# Hrabstwo Venaissin

Herb hrabstwa Venaissin

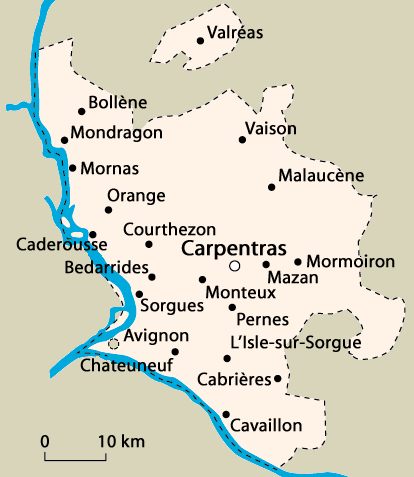
Terytorium hrabstwa Venaissin

Hrabstwo Venaissin (fr. Comtat Venaissin, prowan. lo Comtat Venaicin lub lou Coumtat Venessin) – francuska kraina historyczna w Prowansji, obecnie znajduje się w departamencie Vaucluse. Główne miasta to: Awinion, Cavaillon, Carpentras i Vaison-la-Romaine. W latach 1274–1791 hrabstwo było eksklawą Państwa Kościelnego we Francji, a w latach 1317–1377 na jego terenie rezydowali papieże.

## Historia
Nazwa hrabstwa pochodzi od miasta Venasque – jego pierwszej stolicy, od 1320 przeniesionej do Carpentras. Początkowo Awinion i Orange nie należały do hrabstwa Venaissin. Hrabstwo było własnością hrabiego Poitiers i Tuluzy – Alfonsa, brata króla Francji Ludwika IX, następnie stała się własnością króla Francji, a od 1274 - własnością Państwa Kościelnego. 
Papież Klemens V przeniósł siedzibę Kurii Rzymskiej do Carpentras w 1316. Kolejni papieże rezydowali w Awinionie aż do 1377. Królowa Joanna Neapolitańska sprzedała Awinion papieżowi w 1348 i powstały w ten sposób dwa hrabstwa: awiniońskie i carpentrańskie pod władzą papieży, lecz z oddzielnym zarządem, flagą i mennicą. Mieszkańcy tych hrabstw byli zwolnieni z podatków. W przeciwieństwie do sąsiedniej Prowansji, z której Żydzi zostali wygnani już w XV w., posiadłości papieskie pozwalały nadal na istnienie znaczących kolonii żydowskich na swoim terytorium i przyjmowały żydowskich uciekinierów z Francji. Żydzi musieli jednak mieszkać w czterech ciasnych i przeludnionych gettach, tzw. juiverie. Rozwijała się tam specyficzna prowansalska kultura żydowska z własnym językiem szuadit. Najstarsza zachowana synagoga we Francji (z XIV w.) znajduje się w Carpentras.
Królowie Francji wielokrotnie bezskutecznie usiłowali anektować hrabstwo Venaissin: było okupowana przez wojska królewskie w 1663, 1668 i od 1768 do 1774, z powodu sporów między monarchią francuską a papieżami. Tym niemniej hrabstwo pozostało własnością papieską aż do 1791. 
W 1790 hrabstwo ogarnęły zamieszki, spowodowane wybuchem Rewolucji francuskiej i z Awinionu został wygnany wicelegat (reprezentant papieża), a mieszkańcy hrabstwa zwrócili się z prośbą do władz rewolucyjnych o przyłączenie do Francji.
W Carpentras próbowano utworzyć własne niezależne państewko republikańskie. W kwietniu 1790, bez zgody papieża utworzono rząd, który uznał władzę papieża jako konstytucyjnej głowy państwa. Awinion, należący do Republiki Francuskiej, wysłał wówczas przeciwko Carpentras oddział wojska, jednak mimo dwóch oblężeń nie zdobył Carpentras. Dopiero francuskie Zgromadzenie Narodowe wydało 14 września 1791 dekret, który oficjalnie przyłączył Awinion i hrabstwo Venaissin do Francji. Papież Pius VI, pod groźbą aneksji Państwa Kościelnego przez armie republikańskie pod dowództwem generała Napoleona Bonaparte, podpisał 19 lutego 1797 traktat z Tolentino, w którym papież uznał aneksję hrabstwa Venaissin dokonaną przez Francję.